# Kardinalska imenovanja pape Benedikta XIII.
Papa Benedikt XIII. za vrijeme svoga pontifikata (1724. – 1730.) održao je 12 konzistorija na kojima je imenovao ukupno 29 kardinala.

## Konzistorij 11. rujna 1724. (I.)
1. Giambattista Altieri, mlađi, tirski naslovni nadbiskup, dekan klerika Apostolske komore
2. Alessandro Falconieri, saslušatelj Svete Rimske rote, rimski guverner i vice-kamerlengo Svete Rimske Crkve

## Konzistorij 20. studenoga 1724. (II.)
1. Vincenzo Petra, damaščanski naslovni nadbiskup, tajnik Svete kongregacije za biskupe i redovnike

## Konzistorij 20. prosinca 1724. (III.)
1. Prospero Marefoschi, cezarejski naslovni nadbiskup
2. Agostino Pipia, O.P., glavni učitelj svoga reda, osimski izabrani biskup

## Konzistorij 11. lipnja 1725. (IV.)
1. Niccolo Coscia, trianopolski naslovni nadbiskup[a]
2. Niccolo del Giudice, apostolski protonotar, prefekt Apostolske palače

## Konzistorij 11. rujna 1726. (V.)
1. André-Hercule de Fleury, bivši biskup Fréjusa, Francuska

## Konzistorij 9. prosinca 1726. (VI.)
1. Angelo Maria Quirini, O.S.B.Cas., nadbiskup-biskup Brescije[b]
2. Niccolo Maria Lercari, nazijanski naslovni nadbiskup, premijer i državni tajnik Njegove Svetosti
3. Marco Antonio Ansidei, tamiatanski naslovni nadbiskup, prisjednik Vrhovne svete kongregacije rimske i opće inkvizicije[c]
4. Prospero Lorenzo Lambertini, jakinski biskup[d]
5. Francesco Antonio Finy, damaščanski naslovni nadbiskup[c]
6. Lorenzo Cozza, O.F.M.Obs., generalni ministar svoga reda
7. Gregorio Selleri, O.P., meštar Svete palače[e]
8. Antonio Banchieri, rimski guverner i vice-kamerlengo Svete Rimske Crkve[e]
9. Carlo Collicola, glavni blagajnik Apostolske komore[e]

## Konzistorij 26. studenoga 1727. (VII.)
1. Diego de Astorga y Cépedes, toledski nadbiskup, Španjolska
2. Sigismund von Kollonitsch, bečki nadbiskup, Austrija
3. Philip Ludwig von Sinzendorf, juranski biskup, Mađarska
4. Joao da Mota e Silva, kanonik zborne crkve sv. Tome, Liasbon, Portugal

## Konzistorij 30. travnja 1728. (VIII.)
1. Vincenzo Ludovico Gotti, O.P., jeruzalemski izabrani naslovni patrijarh
2. Leandro di Porzia, O.S.B.Cas., bergamski izabrani biskup

## Konzistorij 20. rujna 1728. (IX.)
1. Pierluigi Carafa, mlađi, larisanski naslovni nadbiskup, tajnik Svete kongregacije za biskupe i redovnike
2. Giuseppe Accoramboni, imolski biskup, saslušatelj Njegove Svetosti

## Konzistorij 23. ožujka 1729. (X.)
1. Camillo Cibo, carigradski naslovni patrijarh, prefekt Apostolske palače

## Konzistorij 6. srpnja 1729. (XI.)
1. Francesco Borghese, trajanopolski naslovni nadbiskup, prefekt Apostolske palače
2. Carlo Vincenzo Ferreri, O.P., alesandrijski biskup

## Konzistorij 8. veljače 1730. (XII.)
1. Alamanno Salviati, apostolski protonotar, predsjednik poslanstva u Urbinu